# So Far Under
"So Far Under" é uma canção da banda de rock Americana Alice in Chains e o segundo single do sexto álbum de estúdio da banda, Rainier Fog, lançado em 24 de agosto de 2018. A letra foi escrita pelo co-vocalista e guitarrista rítmico William DuVall, que também tocou o solo de guitarra na canção.

## Lançamento
O single foi lançado no canal oficial do Alice in Chains no YouTube em 27 de junho de 2018, e também foi disponibilizado para streaming e download digital pago via Spotify, iTunes, Amazon Music, Apple Music, Google Play e Deezer.

## Créditos
- William DuVall - Vocal principal, guitarra solo
- Jerry Cantrell - Vocal de apoio, guitarra rítmica
- Mike Inez - Baixo
- Sean Kinney - Bateria